# یویچی ایتوکازو
یویچی ایتوکازو (انگلیسی: Yoichi Itokazu؛ زادهٔ ۲۴ مهٔ ۱۹۹۱) وزنه‌بردار اهل ژاپن است.
وی در مسابقات کشوری و بین‌المللی در مجموع برندهٔ ۱ مدال نقره شده‌است.